# Megerlia monstruosa
Megerlia monstruosa är en armfotingsart som först beskrevs av Scacchi 1883.  Megerlia monstruosa ingår i släktet Megerlia och familjen Kraussinidae. Inga underarter finns listade i Catalogue of Life.